# Geranomyia ganesa
Geranomyia ganesa är en tvåvingeart som först beskrevs av Alexander 1960.  Geranomyia ganesa ingår i släktet Geranomyia och familjen småharkrankar.
Artens utbredningsområde är Nepal. Inga underarter finns listade i Catalogue of Life.